# باديشاه

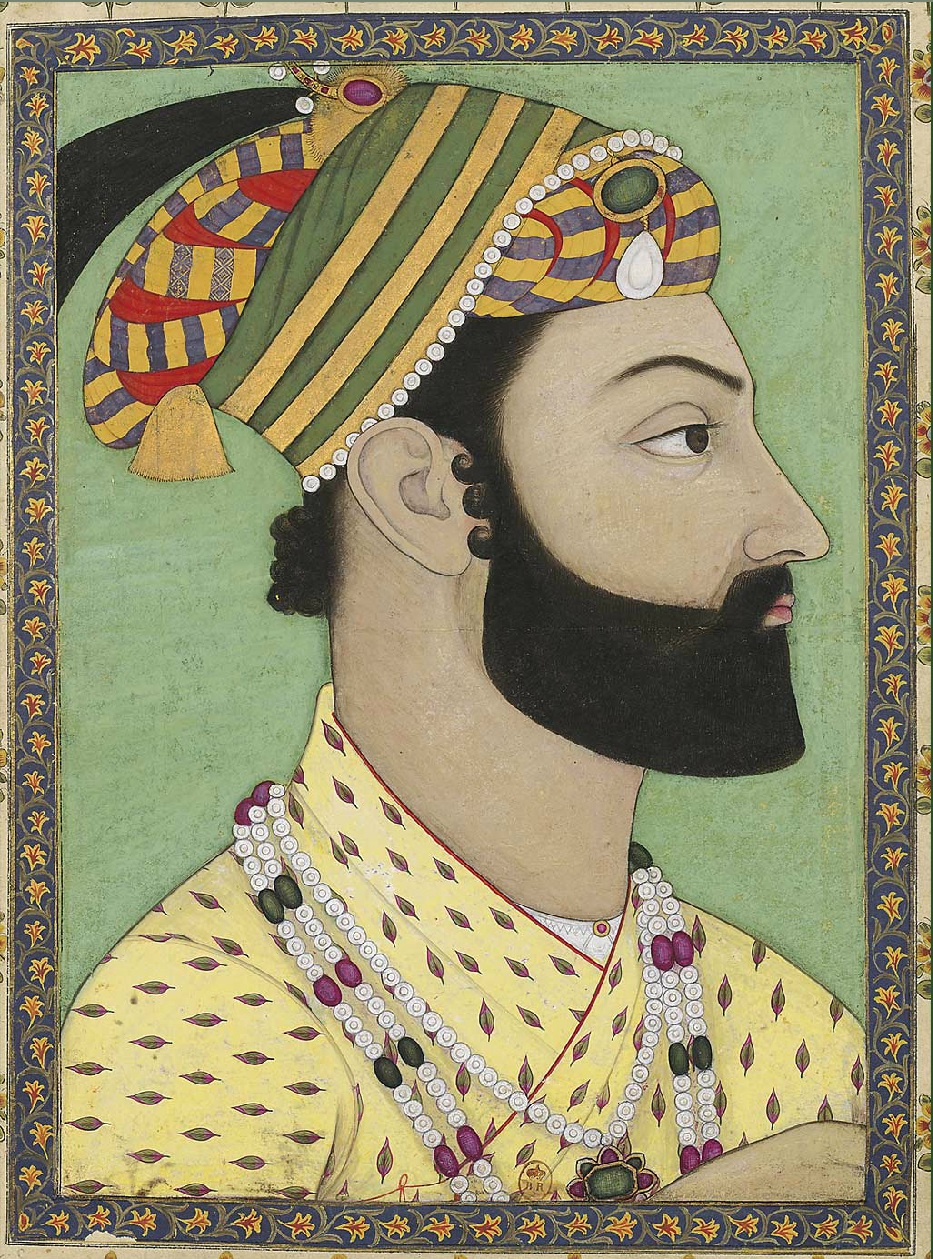
منمنمة فرنسية لأحمد شاه الدراني.

باديشاه أو پاديشاه هو لقب ملكي من اللغة الفارسيّة مكوّن من كلمة بادي (السيّد) وشاه (الملك). هذه التسمية هي على الأرجح استمرار للتسمية الملكية الأخمينية. لقب الباديشاه يعادل لقب الإمبراطور لدى الرومان، والشاهنشاه لدى الفرس، والخاقان عند التُركِ والمغول ("ملك الملوك") أو المهراجا في الهند ("الملك العظيم")، كما يعتبر أيضا من تسميات إله زاردشت الأوحد أهورا مزدا.